# Parlamento Nacional de las Islas Salomón
El Parlamento Nacional de las Islas Salomón es el órgano legislativo del país. Está compuesto de 50 diputados, elegidos en circunscripciones de un solo miembro. Entre las funciones del Parlamento destacan la elección del primer ministro de las Islas Salomón y la nominación de candidato a Gobernador General.